# Salmo 65
El salmo 65  es, según la numeración hebrea, el sexagésimo quinto salmo del Libro de los salmos de la Biblia. Corresponde al salmo 64 según la numeración de la Biblia Septuaginta griega, empleada también en la Vulgata latina. Por este motivo, recogiendo la doble numeración, a este salmo también se le refiere como el salmo 65 (64).

## Contenido
El salmista alaba las obras de Dios. El salmo se puede dividir en tres secciones: la primera sección (versículos 2-5) trata sobre el oído de las oraciones y el perdón de los pecados, la segunda sección (versículos 6-9) alaba el poder creativo de Dios y la tercera sección (versículos 10-14) trata del milagro de la fertilidad de la naturaleza mediante el cual se sostiene la vida. El salmo no limita la esperanza en Dios al pueblo de Dios, sino que incluye a todos los pueblos.

## Recepción
El versículo 2 fue recibido y desarrollado por Johann Rist (1607-1667). Eres alabado en silencio (EG 323), verso 10 por Johannes Mühlmann (1573-1613) ¡ Oh, pequeña fuente de vida, grande y profunda! (EG 399).

## Usos

### Judaísmo
- Este salmo se recita en Iom Kipur y en Shmini Atzeret en algunas tradiciones.[7][8]

- El versículo 5 es recitado por los presentes en un brit milá .[9][10]

### Calvinismo
La teología de Juan Calvino describe los salmos con el siguiente argumento:
Salmo mezclado con oraciones y gracias. Aunque la debilidad de Dios inmersa en la predicción del común de los gentiles en la fe: una descripción de los detalles específicos, sin embargo, una descripción sorprendente del favor del amor paternal de Dios por su Iglesia, y las bendiciones que resultan de ellos. Y sobre todo rezamos es el mismo que había experimentado tanto los judíos como la generosidad que contiene. El primero está relacionado con la gracia y el poder divinos para defender su tierra y la riqueza del buen ditaverit.

## Texto
La siguiente tabla muestra el texto en hebreo del salmo con vocales, junto con el texto en griego koiné en la Septuaginta y la traducción al español de la Biblia del Rey Jacobo. Tenga en cuenta que el significado puede diferir ligeramente entre estas versiones, ya que la Septuaginta y el texto masorético provienen de tradiciones textuales diferentes.  En la Septuaginta, este salmo está numerado como Salmo 64.
| #      | Hebreo                                                                | Español | Griego |
| ------ | --------------------------------------------------------------------- | --- | --- |
| [ 17 ] | לַמְנַצֵּ֥חַ מִזְמ֗וֹר לְדָוִ֥ד שִֽׁיר׃                                                 | (Al músico principal, salmo y cántico de David.) | Εἰς τὸ τέλος· ψαλμὸς τῷ Δαυΐδ, ᾠδή· Jeremías\|῾Ιερεμίου καὶ Ezequiel\|᾿Ιεζεκιήλ ἐκ τοῦ λαοῦ τῆς παροικίας, ὅτε ἔμελλον ἐκπορεύεσθαι. -                                   |
| 1      | לְךָ֤ דֻֽמִיָּ֬ה תְהִלָּ֓ה אֱלֹ֘הִ֥ים בְּצִיּ֑וֹן וּ֝לְךָ֗ יְשֻׁלַּם־נֶֽדֶר׃                                | La alabanza te espera, oh Dios, en Sion, y a ti se cumplirá el voto. | ΣΟΙ ΠΡΕΠΕΙ ὕμνος, ὁ Θεός, ἐν Σιών, καὶ σοὶ ἀποδοθήσεται εὐχὴ ἐν ῾Ιερουσαλήμ.                                                                                             |
| 2      | שֹׁמֵ֥עַ תְּפִלָּ֑ה עָ֝דֶ֗יךָ כׇּל־בָּשָׂ֥ר יָבֹֽאוּ׃                                            | Oh tú, que escuchas la oración, a ti vendrá toda la carne. | εἰσάκουσον προσευχῆς μου· πρὸς σὲ πᾶσα σὰρξ ἥξει. |
| 3      | דִּבְרֵ֣י עֲ֭וֺנֹת גָּ֣בְרוּ מֶ֑נִּי פְּ֝שָׁעֵ֗ינוּ אַתָּ֥ה תְכַפְּרֵֽם׃                                  | Las iniquidades prevalecen contra mí; en cuanto a nuestras transgresiones, tú las purgarás.                                                                                 | λόγοι ἀνόμων ὑπερεδυνάμωσαν ἡμᾶς, καὶ ταῖς ἀσεβείαις ἡμῶν σὺ ἱλάσῃ. |
| 4      | אַשְׁרֵ֤י ׀ תִּ֥בְחַ֣ר וּתְקָרֵב֮ יִשְׁכֹּ֢ן חֲצֵ֫רֶ֥יךָ נִ֭שְׂבְּעָה בְּט֣וּב בֵּיתֶ֑ךָ קְ֝ד ֹ֗שׁ הֵיכָלֶֽךָ׃              | Bendito es el hombre a quien tú escoges y haces acercarse a ti, para que habite en tus atrios: nos saciaremos con la bondad de tu casa, incluso de tu templo santo.         | μακάριος ὃν ἐξελέξω καὶ προσελάβου· κατασκηνώσει ἐν ταῖς αὐλαῖς σου. πλησθησόμεθα ἐν τοῖς ἀγαθοῖς τοῦ οἴκου σου· ἅγιος ὁ ναός σου,                                       |
| 5      | נ֤וֹרָא֨וֹת ׀ בְּצֶ֣דֶק תַּ֭עֲנֵנוּ אֱלֹהֵ֣י יִשְׁעֵ֑נוּ מִבְטָ֥ח כׇּל־קַצְוֵי־אֶ֝֗רֶץ וְיָ֣ם רְחֹקִֽים׃            | Con cosas terribles en justicia nos responderás, oh Dios de nuestra salvación, que eres la confianza de todos los confines de la tierra y de los que están lejos en el mar. | θαυμαστὸς ἐν δικαιοσύνῃ. Épakouson hēmōn, hō Theos, hō sotēr hēmōn, hē elpis pantōs tōn peraton tēs gēs kai tōn en thalassē makrán,                                      |
| 6      | מֵכִ֣ין הָרִ֣ים בְּכֹח֑וֹ נֶ֝אְזָ֗ר בִּגְבוּרָֽה׃                                           | Que con su fuerza afirma los montes, ceñido de poder. | ἑτοιμάζων ὄρη ἐν τῇ ἰσχύϊ αὐτοῦ, περιεζωσμένος ἐν δυναστείᾳ, |
| 7      | מַשְׁבִּ֤יחַ ׀ שְׁא֣וֹן יַ֭מִּים שְׁא֥וֹן גַּלֵּיהֶ֗ם וַהֲמ֥וֹן לְאֻמִּֽים׃                             | Que aquieta el ruido de los mares, el ruido de sus olas y el tumulto de los pueblos.                                                                                        | ὁ συνταράσσων τὸ κῦτος τῆς θαλάσσης, ἤχους κυμάτων αὐτῆς. ταραχθήσονται τὰ ἔθνη,                                                                                         |
| 8      | וַיִּ֤ירְא֨וּ ׀ יֹשְׁבֵ֣י קְ֭צָוֺת מֵאוֹתֹתֶ֑יךָ מ֤וֹצָֽאֵי בֹ֖קֶר וָעֶ֣רֶב תַּרְנִֽין׃                      | También los que moran en los confines se temen tus señales; alegras la salida de la mañana y de la tarde.                                                                   | καὶ φοβηθήσονται οἱ κατοικοῦντες τὰ πέρατα ἀπὸ τῶν σημείων σου· ἐξόδους πρωΐας καὶ ἑσπέρας τέρψεις.                                                                      |
| 9      | פָּ֤קַֽדְתָּ הָאָ֨רֶץ וַתְּשֹׁ֪קְקֶ֡הָ רַבַּ֬ת תַּעְשְׁרֶ֗נָּה פֶּ֣לֶג אֱ֭לֹהִים מָ֣לֵא מָ ֑יִם תָּכִ֥ין דְּ֝גָנָ֗ם כִּי־כֵ֥ן תְּכִינֶֽהָ׃ | Tú visitas la tierra y la riegas; la enriqueces abundantemente con el río de Dios, que está lleno de agua; tú les preparas el grano, cuando lo has provisto.                | ἐπεσκέψω τὴν γῆν καὶ ἐμέθυσας αὐτήν, la has saciado para enriquecerla; el río de Dios se ha llenado de agua; les has preparado su alimento, porque así lo has dispuesto. |
| 10     | תְּלָמֶ֣יהָ רַ֭וֵּה נַחֵ֣ת גְּדוּדֶ֑הָ בִּרְבִיבִ֥ים תְּ֝מֹגְגֶ֗נָּה צִמְחָ֥הּ תְּבָרֵֽךְ׃                         | Tú la riegas abundantemente con tus arroyos; tú la sacias con tus torrentes; tú ablandas su tierra con tus lluvias; tú bendices su brote.                                   | τοὺς αὔλακας αὐτῆς μέθυσον, πλήθυνον τὰ γεννήματα αὐτῆς, ἐν ταῖς σταγόσιν αὐτῆς εὐφρανθήσεται ἀνατέλλουσα.                                                               |
| 11     | עִ֭טַּרְתָּ שְׁנַ֣ת טוֹבָתֶ֑ךָ וּ֝מַעְגָּלֶ֗יךָ יִרְעֲפ֥וּן דָּֽשֶׁן׃                                    | Tú coronas el año con tu bondad, y tus caminos se derraman abundancia. | εὐλογήσεις τὸν στέφανον τοῦ ἐνιαυτοῦ τῆς χρηστότητός σου, καὶ τὰ πεδία σου πλησθήσονται πιότητος·                                                                        |
| 12     | יִ֭רְעֲפוּ נְא֣וֹת מִדְבָּ֑ר וְ֝גִ֗יל גְּבָע֥וֹת תַּחְגֹּֽרְנָה׃                                    | Caen sobre los pastos del desierto, y se regocijan las colinas por todas partes.                                                                                            | πιανθήσεται τὰ ὄρη τῆς ἐρήμου, καὶ ἀγαλλίασιν οἱ βουνοὶ περιζώσονται. |
| 13     | לָבְשׁ֬וּ כָרִ֨ים ׀ הַצֹּ֗אן וַעֲמָקִ֥ים יַֽעַטְפוּ־בָ֑ר יִ֝תְרוֹעֲע֗וּ אַף־יָשִֽׁירוּ׃                    | Los pastos están cubiertos de rebaños; los valles también están cubiertos de trigo; gritan de alegría, también cantan.                                                      | ἐνεδύσαντο οἱ κριοὶ τῶν προβάτων, καὶ αἱ κοιλάδες πληθυνοῦσι σῖτον· κεκράξονται, καὶ γὰρ ὑμνήσουσι.                                                                      |

## Comentarios

### De la iglesia católica

#### A todo el salmo
El Salmo 65 retoma y amplía el motivo del temor reverente ante la acción divina, ya expresado en el Salmo 64. Allí se anunciaba que todos los hombres temerían al ver las obras de Dios; ahora, se describe cómo los pueblos de la tierra ya temen al contemplar lo que ha hecho con Israel. Esta reacción ante los actos de Dios introduce una dimensión universal y comunitaria en la oración: el orante se presenta como parte del pueblo elegido y bendecido. La perspectiva va más allá del contexto nacional y se abre a todas las naciones, lo que sugiere un entorno postexílico, en sintonía con los textos de Isaías que anuncian la salvación universal.
El salmo inicia con una afirmación clara: a Dios le corresponde la alabanza en Sión. A partir de ahí, se detallan los motivos de esta alabanza. En primer lugar, Dios perdona y acoge en su presencia; luego, se recuerda cómo ha salvado con poder a su pueblo; y finalmente, se celebra su acción providente al hacer fecunda la tierra. El desarrollo del poema entrelaza la experiencia religiosa con los dones concretos de la historia y la naturaleza. Leído desde la fe cristiana, el salmo adquiere un nuevo sentido. Dios ha acercado a sí a hombres de todos los pueblos mediante Jesucristo, perdonando sus culpas y haciéndolos partícipes de su santidad. La acción salvadora que se manifiesta en la historia de Israel encuentra su plenitud en Cristo, cuya autoridad sobre la creación se revela también en los milagros sobre las fuerzas de la naturaleza. Universidad de Navarra.

#### A los versículos 2-10
El versículo inicial del Salmo 65 es difícil de traducir. El texto hebreo dice literalmente: «A ti, el silencio, alabanza, oh Dios en Sión». La versión griega de los Setenta lo traduce como: «A ti se te debe un himno en Sión», y añade «en Jerusalén». El término hebreo traducido como «silencio» puede significar también «descanso» (como en Sal 62,2). Indica que a Dios se le debe la paz y el recogimiento, que en sí mismos son una forma de alabanza.
La expresión «toda carne» puede entenderse como «toda la humanidad» (Is 2,2-4) o como «todo el pueblo» de Israel (Jl 3,1). El primer don que el salmista menciona es el perdón. Aunque el texto hebreo dice «sobre mí», se habla en nombre del pueblo. La versión griega cambia a «sobre nosotros», acentuando el sentido comunitario. Dios muestra su misericordia al perdonar y al hacer presente su santidad en el Templo (v. 5). Ha salvado a Israel con su poder, y esto lo convierte en esperanza para todos los pueblos (vv. 6-8). El temor reverente que inspira su acción se extiende a toda la tierra. La naturaleza misma —la aurora y el ocaso— participa en esta respuesta de admiración.

#### A los versículos 11-14
En la parte final del Salmo 65, Dios es representado como un agricultor que gobierna la lluvia, fecunda la tierra y garantiza la abundancia de las cosechas. La imagen de las huellas del carro cargado que dejan rastro de abundancia (v. 12) expresa con fuerza visual la generosidad divina. Nada queda fuera de su bendición: todos los campos son regados, mullidos y enriquecidos, dando fruto.
Las metáforas usadas en los versículos 13-14 muestran a la naturaleza misma sumándose a la alabanza: los pastos, colinas, praderas y valles aparecen vestidos de alegría, como si celebraran a su Creador junto con los hombres. Esta personificación de la tierra refuerza la idea de una armonía total entre Dios, el ser humano y la creación. Es probable que estos versículos provengan de un canto agrícola asociado a la cosecha, luego incorporado a este himno de alabanza. En el contexto cristiano, estas imágenes de fertilidad y plenitud se han interpretado como símbolo de los dones más altos otorgados por Dios: el Espíritu Santo, que transforma y da vida, y la Eucaristía, como alimento que sacia y sostiene.

El manantial de Dios rebosa de agua, haces crecer los trigos. No hay duda de qué manantial se trata, pues dice el salmista: El correr de las acequias alegra la ciudad de Dios. Y el mismo Señor dice en los evangelios: El que beba del agua que yo le daré; de sus entrañas manarán torrentes de agua viva, que salta hasta la vida eterna. Y en otro lugar: El que cree en mí; como dice la Escritura, de sus entrañas manarán torrentes de agua viva. Decía esto refiriéndose al Espíritu que habían de recibir los que creyeran en él. Así, pues, esta acequia está llena del agua de Dios. Pues, efectivamente, nos hallamos inundados por los dones del Espíritu Santo, y la corriente que rebosa del agua de Dios se derrama sobre nosotros desde aquella fuente de vida. También encontramos ya preparado nuestro alimento. ¿Y de qué alimento se trata? De aquel mediante el cual nos preparamos para la unión con Dios, ya que, mediante la comunión eucarística de su santo cuerpo, tendremos, más adelante, acceso a la unión con su cuerpo santo. Y es lo que el salmo que comentamos da a entender, cuando dice: Haces crecer los trigos; porque este alimento ahora nos salva y nos dispone además para la eternidad.